# Statuia lui Mihai Eminescu din București
Statuia lui Mihai Eminescu din București executată în bronz, de sculptorul Gheorghe D. Anghel, în atelierul său de la Mănăstirea Pasărea, este amplasată pe Strada Benjamin Franklin nr. 1-3, sector 1, în Grădina Ateneului Român din București.
Gheorghe D. Anghel ar fi vrut să facă statuia mai mare, dar dimensiunile reduse ale atelierului l-au obligat să o realizeze în două părți, pe care le-a ansamblat apoi în afara atelierului, în toamna anului 1965. În iunie 1966, Statuia lui Eminescu a fost expusă publicului la Sala Dalles, și, apoi, a fost așezată în fața Ateneului Român, în locul în care se aflase statuia „Alergătorii”. 
Statuia este înscrisă în lista monumentelor istorice din București, sector 1 cu codul LMI  B-III-m-B-19983.
În București, bustul lui Mihail Eminescu se află în Rotonda scriitorilor, o a treia statuie se află în fața Muzeului Literaturii Romane, fiind realizată de Milița Petrașcu.

## Reacții
Poetul T. O. Bobe a scris în revista Dilema un text sarcastic inspirat de această statuie, în care remarca zeificarea ”poetului național” în mentalul românesc: ”Mă întreb cum să nu râzi în fața unui Eminescu nud și cum să nu-ți închipui instantaneu figurile altor scriitori în aceeași ipostază. Gândiți-vă la Maiorescu având un stergar în jurul șoldurilor, la Caragiale camuflându-și Doamne iartă-mă cu pălăria, la Hortensia Papadat-Bengescu în costum de baie, la Sadoveanu cu șuncile revărsate peste șnurul boxerilor. Și totuși, în fața Ateneului nimeni nu hohotește”.